# Manolo Forno
Manuel Hildebrando Forno Castro-Pozo (Cuzco, 15 de noviembre de 1953),  conocido como Manolo Forno, es un activista en favor de los derechos humanos de la comunidad LGBTIQ+; cofundador del Movimiento Homosexual de Lima (MHOL), del cual será director ejecutivo entre los años 1994-1997. 
Ha trabajado y participado en diversas organizaciones de promoción de los derechos sexuales y reproductivos, como la organización de trans, lesbianas, gay y bisexuales (Red Peruana TLGB), el Instituto de Estudios en Salud, Sexualidad y Desarrollo Humano (IESSDEH) y el Centro de Investigación Interdisciplinaria en Sexualidad, Sida y Sociedad (CIISSS).
Actualmente es consultor independiente en derechos humanos LGBTIQ+; además de formar parte del movimiento político En Movimiento, colectivo de izquierda que está integrado por exmiembros de Nuevo Perú, Frente Amplio, Tierra y Libertad, así como activistas del movimiento feminista, LGBT+ y de izquierda anticapitalista.
Su labor como activista en favor de la lucha por los derechos humanos ha favorecido el empoderamiento de las personas vulnerables de la comunidad LGBTIQ+ a tomar conciencia y acción para hacer valer sus derechos.

## Biografía
Manuel Hildebrando Forno Castro-Pozo, conocido en la comunidad LGBTIQ+ como Manolo Forno, nació en Cusco un 15 de noviembre de 1953. Su madre es Xenia Castro-Pozo Castro y su padre, de apellido Forno Henríquez.  Es nieto de Hildebrando Castro Pozo, un reconocido maestro, sociólogo y político peruano. Es el primogénito de cinco hermanos. 
Su adolescencia y juventud transcurrió en medio de una crisis política, con altos índices de pobreza y varios gobiernos de facto.
Para el año 1980, frente a la crisis política que estaba viviendo Perú, surgieron movimientos subversivos que buscaron derribar a los gobiernos de turno. Es así como aparecen Sendero Luminoso y el Movimiento Revolucionario Túpac Amaru (MRTA).Este conflicto armado interno, no solo tuvo repercusiones políticas, también fue una época de persecuciones y ataques a las personas de la diversidad sexual. Estas organizaciones terroristas iniciaron acciones de persecución y «limpieza social» de todo aquel que estuviera fuera del «orden moral», fundamentalismo avalado por las concepciones marxistas, leninistas y maoístas, que proclamaban la pureza como principio de vida social. Homosexuales, travestis, personas transgénero eran vistos como transgresores de este principio, por lo que buscaron eliminarlos. Estas persecuciones recibieron el nombre de «cruzadas contra el vicio».
Frente a esas persecuciones y redadas en los centros de encuentro y esparcimiento de la comunidad LGBTIQ+, Manolo en reuniones con un grupo de amigos y amigas, entre ellos, Roberto Miró-Quesada García y Óscar Ugarteche, decidieron elaborar el Manifiesto del Movimiento Homosexual de Lima, el cual se convertiría, en octubre de 1982, en la carta fundacional de la primera organización peruana en luchar por los derechos de las personas LGTBIQ+.
El Movimiento Homosexual de Lima (MHOL) es una organización en la que Manolo participó como cofundadory director ejecutivo entre los años 1994-1997. Estaría encargado de diferentes actividades en favor de la comunidad LGBTIQ+; entre ellas se puede mencionar los talleres vivenciales o de autoconciencia.  Otra actividad llevada a cabo fue la línea «telefónica sida-Amiga, acción que hizo frente a la falta de información sobre el virus de inmunodeficiencia humana (VIH). En el Perú solo se conocía la enfermedad mediante noticias nacionales e internacionales que ofrecían los medios de comunicación de países europeos y de los Estados Unidos acerca de una afección denominada enfermedad de los homosexuales», «cáncer gay» o «peste rosa».
En 1983, Manolo junto a su amigo de la infancia, José Carlos Urteaga, fundaron Magia Centro de Arte y Cultura.Este grupo de teatro puso en escena varias obras de teatro como El Piantao, La Fiesta, Salomé, Performance, entre otras. Esta experiencia lo llevó a adentrarse en otra manera de hacer activismo, por lo que dictó talleres de teatro a niños, adolescentes, jóvenes y adultos. En 2004, participó en la comunidad de Villa del Salvador en el programa «Casa de los Talentos»; todas las actrices eran personas trans y homosexuales, allí realizaron presentaciones como las Burlocas y Yola e imitaciones de diversas cantantes de la época.
Por ese mismo año, participó en diferentes organizaciones LGBTIQ+ en el distrito de Comas, como del barrio de la Balanza, la Libertad, Collique, Tahuantinsuyo, la mesa de la juventud de Comas, la mesa de salud y medio ambiente y la mesa de género de Comas; allí se realizaron diferentes actividades como campeonatos de vóley, campañas de corte de cabello, chocolatadas, regalos para niños y niñas. Además, se redactó una propuesta de ordenanza de no discriminación que se presentó a las autoridades municipales.
En 2008, la organización de trans, lesbianas, gay y bisexuales Red Peruana TLGB, junto con el Centro de Promoción y Defensa de los Derechos Sexuales y Reproductivos (Promsex), presentó al MINSA el Informe anual sobre Derechos Humanos de personas Trans, Lesbianas, Gais y Bisexuales. Manolo colaboró como editor del texto.
En 2010, se presentó como candidato a regidor por el partido Fuerza Social, para el distrito de Miraflores; pero no resultó ganador. Su intento de ingresar en la política tradicional  lo hizo con el fin de lograr políticas públicas e inclusivas en favor de los derechos de la comunidad LGBTIQ.
Para el 2014, trabajó para el Centro de investigación en Sexualidad y Derechos Humanos, primero como consultor y posteriormente como parte del equipo Observatorio de Derechos Humanos TLGB, del cual terminaría haciéndose cargo.  En los años siguientes trabajó en alianza con el Centro de Investigación Interdisciplinaria en Sexualidad, Sida y Sociedad (CIISSS), promovida por la Universidad Peruana Cayetano Heredia (UPCH); juntos publicarán anualmente un Informe sobre los Derechos LGBT que han sido vulnerados por el Estado peruano.
Ha participado en diferentes actividades en favor de leyes que amparen los derechos de la comunidad LGBTIQ+; en el 2013 defendiendo las uniones civiles, y posteriormente en el 2017, al matrimonio igualitario; exigiendo una legislación que proteja a las parejas convivientes del mismo sexo. En el 2016 apoyó la ley de identidad de género, para lograr políticas que incluyan a las personas LGBTIQ+ a los servicios públicos. En ese mismo año se presentó ante el Congreso la ley de prevención de crímenes de odio hacia las personas LGBTIQ+, para lograr una sociedad inclusiva, diversa y respetuosa de las diferencias.
Forno ha escrito sobre diferentes temas y ha colaborado en la revisión de textos que han ayudado a informar y concientizar a la población peruana y a la comunidad LGTBIQ+. Entre ellos se encuentran Aprendiendo y Educando con Inclusión (Guía de consulta sobre sexualidad, diversidad sexual y derechos humanos para docentes de educación básica regular), texto que revisó en el 2010 para su publicación.
En 2020 escribió un artículo para la revista de cómics llamada Súper Amigues: «Avenida María Elena Moyano, Torre 2, Departamento 802, Habitación C», publicados por el Ministerio de la Producción y recopilados por Crónicas de la Diversidad, donde se planteaba la manera cómo los personajes LTGB enfrentaron la pandemia de Covid-19.
En 2023 escribió el artículo «Homogénesis: una historia del Movimiento Homosexual de Lima en los años 80», publicada en la revista digital Crónicas de la Diversidad. Ese mismo año publicó, a través de la editorial Gafas Moradas, su obra ¿Rosca o imitación de rosca?, una autobiografía donde describe parte de su vida; pero, también es una mirada histórica, social y política, del siglo XX e inicios del siglo XXI de la sociedad peruana y de muchas personas de la comunidad LGBTIQ+ que han sufrido, que han luchado y siguen luchando por una sociedad más justa e inclusiva. El libro fue presentado en Trenzar Asociación Cultural, junto a las activistas Indira Huilca e Isbelia Ruíz Perdomo.

## Premios y homenajes
En 2009, la Red Peruana TLGB, otorga el premio a Manolo Forno por su trayectoria, labor y vida dedicada a los derechos humanos de las comunidades trans, lésbicas, gais y bisexual del Perú.
En 2019, en la XVI edición del OutfestPerú, Festival Internacional de Cine Gay Lésbico Trans de Lima, se rindió un homenaje a Manolo Forno, donde fue nombrado Ícono de la comunidad LGTBIQ+.
En el 2021, el Ministerio de Justicia y Derechos Humanos, le otorgó a Manuel Forno Castro-Pozo el Premio “Justicia y Derechos Humanos" 2021 en reconocimiento a su labor de promoción y defensa de los derechos de las personas LGBTI.

## Obras
- ¿Rosca o imitación de rosca? (Gafas Moradas, 2023)